# Saison 3 de Colony
Chronologie
Saison 2
Cet article présente le guide des épisodes de la troisième et dernière saison de la série télévisée américaine Colony.

## Liste des épisodes

### Épisode 1: Maquis (Maquis (en))
- États-Unis /  Canada : 2 mai 2018 sur USA Network[1] / Bravo!

- États-Unis : 579 000 téléspectateurs[2] (première diffusion)

### Épisode 2: Puzzle man (Puzzle Man(vo))
- États-Unis /  Canada : 9 mai 2018 sur USA Network / Bravo!

- États-Unis : 443 000 téléspectateurs[3] (première diffusion)

### Épisode 3
- États-Unis /  Canada : 16 mai 2018 sur USA Network / Bravo!

- États-Unis : 698 000 téléspectateurs[4] (première diffusion)

### Épisode 4: Hopital (Hospitium(vo))
- États-Unis /  Canada : 23 mai 2018 sur USA Network / Bravo!

- États-Unis : 698 000 téléspectateurs[5] (première diffusion)

### Épisode 5: Fin de la route (End of the Road)
- États-Unis /  Canada : 30 mai 2018 sur USA Network / Bravo!

- États-Unis : 691 000 téléspectateurs[6] (première diffusion)

### Épisode 6: La cité d'émeraude (The Emerald City)
- États-Unis /  Canada : 6 juin 2018 sur USA Network / Bravo!

- États-Unis : 697 000 téléspectateurs[7] (première diffusion)

### Épisode 7: Un coin propre et bien éclairé (A Clean, Well-Lighted Place)
- États-Unis /  Canada : 13 juin 2018 sur USA Network / Bravo!

### Épisode 8: Lazare (Lazarus(vo))
- États-Unis /  Canada : 20 juin 2018 sur USA Network / Bravo!

### Épisode 9: Le grand vide (The Big Empty)
- États-Unis /  Canada : 27 juin 2018 sur USA Network / Bravo!

### Épisode 10: Embruns (Sea Spray)
- États-Unis /  Canada : 4 juillet 2018 sur USA Network / Bravo!

### Épisode 11: Héros disponibles (Disposable Heroes)
- États-Unis /  Canada : 11 juillet 2018 sur USA Network / Bravo!

### Épisode 12: Bonzo (Bonzo(vo))
- États-Unis /  Canada : 18 juillet 2018 sur USA Network / Bravo!

### Épisode 13: Ce qui se passe (What Goes Around)
- États-Unis /  Canada : 25 juillet 2018 sur USA Network / Bravo!